# Козленко Андрій Дмитрович
Андрій Дмитрович Козленко (5 вересня 1996) — український плавець, Майстер спорту України міжнародного класу.
Представляє Миколаївський регіональний центр з фізичної культури і спорту інвалідів «Інваспорт».
Срібний призер чемпіонату Європи 2014 року.